# Elachista nobilella
Elachista nobilella là một loài bướm đêm thuộc họ Elachistidae. Nó được tìm thấy ở Scandinavia và Phần Lan to bán đảo Iberia và Ý và from Pháp to România
Sải cánh dài 6–8 mm. Con trưởng thành bay từ tháng 5 đến tháng 7.
Ấu trùng ăn Agrostis, Arrhenatherum, Bromus, Carex, Dactylis, Festuca, Holcus lanatus và Luzula pilosa. The larvae create a short và relatively broad, flat, whitish mine. Pupation takes place outside of the mine.